# Pablo Alvarado
Pablo Andrés Alvarado (El Calafate, 27 febbraio 1986) è un calciatore argentino, difensore svincolato.

## Caratteristiche tecniche
È un difensore centrale che può giocare anche come terzino destro.

## Carriera

### Club
Alvarado cominciò la carriera con la maglia del San Lorenzo. Con questa squadra, vinse il Torneo di Clausura 2007. Nel 2009, passò in prestito al Belgrano, formazione all'epoca militante nella Primera B Nacional. Dopo un anno, tornò al San Lorenzo.

### Nazionale
Ha giocato nella nazionale argentina Under-17.

## Palmarès

### Club

#### Competizioni nazionali
- Campionato argentino: 3

San Lorenzo: 2007 (C), 2013 (A)
Racing Club: 2014